# Jurassic World: The Game
Jurassic World: The Game es un videojuego de simulación desarrollado por Ludia y basado en la película Jurassic World de 2015. Es una secuela del juego anterior de Ludia, Jurassic Park Builder (2012), y presenta una jugabilidad similar.

## Jugabilidad
Jurassic World: The Game se desarrolla en las islas ficticias costarricenses de Isla Nublar e Isla Sorna, donde el jugador tiene el control de la construcción de un parque temático de Jurassic World. El jugador puede agregar edificios y crear dinosaurios para poblar el parque. El juego presenta criaturas como dinosaurios, pterosaurios y reptiles marinos, entre otros animales prehistóricos. El combate, en el que el jugador elige un animal para luchar contra el animal de un rival, utiliza un sistema de puntos de acción que irá aumentando con cada turno aprovechando las debilidades de cada animal.
Al obtener una colección de criaturas, el jugador mantiene el parque completando las misiones que le asignan los personajes. El jugador puede erigir edificios y decoraciones para aumentar los ingresos. Cada rango desbloquea nuevas etapas de batalla y edificios para expandir el parque. A lo largo del juego, los jugadores pueden obtener paquetes de cartas, que pueden otorgar especies raras, nuevas misiones o moneda. Los animales híbridos se pueden obtener fusionando dos dinosaurios iguales con un nivel máximo alcanzado de 40, como combinar un Tyrannosaurus y un velociraptor para formar el Indominus rex. A su vez, se pueden crear superhíbridos recolectando ADN específico y fusionándolo con un híbrido existente. El parque también incluye secciones acuática y cenozoica, con muchas especies presentes que no son dinosaurios.
El juego admite el uso de los juguetes Jurassic World Brawlasaurus de Hasbro, que los jugadores pueden escanear e incorporar al juego para las batallas.

## Desarrollo y lanzamiento
Jurassic World: The Game se anunció por Universal Pictures en octubre de 2014, como parte de sus planes promocionales para la película Jurassic World de 2015. Ludia lanzó el juego para iOS en abril de 2015, coincidiendo con el lanzamiento de la película. Fue lanzado poco después para Android en mayo de 2015.

## Recepción
Patrick Klepek de Kotaku criticó el juego por el uso de anuncios dentro del juego. Nadia Oxford de Gamezebo le dio al juego tres estrellas de cinco. Oxford destacó los modelos de dinosaurios realistas, pero escribió que el juego "combina una mediocre construcción de parques con mediocres batallas de dinosaurios. Es competente y, por Dios, (en su mayoría) se ve glorioso, pero no hay mucho aquí que diferencie al juego del estándar". constructores de parques". Gamezebo consideró que el juego era "prácticamente Jurassic Park Builder parte II, excepto que los parques que creas en ese juego de hace tres años parecen mucho más coloridos y alegres que los parques de feria grises y descoloridos que creas en Jurassic World".